# CANT Z.504
Il CANT Z.504 era un idroricognitore a scafo centrale biplano realizzato dalla divisione aeronautica dell'azienda italiana Cantieri Riuniti dell'Adriatico negli anni trenta e rimasto allo stadio di prototipo.
Progettato per rispondere ad una specifica per la fornitura di un nuovo ricognitore marittimo imbarcato nelle unità maggiori della Regia Marina, dopo essere stato valutato tra una serie di modelli gli venne preferito l'IMAM Ro.43 ed il suo sviluppo venne abbandonato.

## Storia del progetto
Fin dagli anni venti la Regia Marina valutò l'opportunità di dotare alcune delle sue unità di velivoli di supporto. Per ovviare alle difficoltà di utilizzo in presenza di mare grosso, vennero installate delle strutture di lancio, vere e proprie catapulte, sulle quali veniva opportunamente fissato il velivolo che veniva portato ad una velocità sufficiente per consentirne il decollo.
Dopo l'utilizzo di vari idrovolanti progettati per l'uso civile come i Macchi M.18, o i più specifici Piaggio P.6 e CANT 25, nel 1933 il Ministero dell'aeronautica, per conto della Regia Marina, emise una specifica per la fornitura di un nuovo velivolo biposto da impiegare nei ruoli di ricognitore e caccia ed atto a sostituire i precedenti modelli e caratterizzato principalmente da una configurazione monomotore, dove era consigliato l'utilizzo del radiale a 9 cilindri raffreddato ad aria Piaggio (Bristol) Jupiter VI da 450 hp, dall'adozione di ali ripiegabili, per ridurne l'ingombro, ed armato con due mitragliatrici, una fissa in caccia ed una seconda brandeggiabile a disposizione della postazione posteriore. Le prestazioni richieste dalle specifiche riguardavano la velocità massima a bassa quota, fissata ad almeno 240 km/h, la velocità di stallo, pari a 95 km/h, un tempo di salita che a pieno carico permettesse il raggiungimento di una quota pari a 5 000 m in 26 min, un'autonomia a velocità di crociera di 6 h 30 min ed un raggio d'azione di 600 km.
Al bando di concorso parteciparono numerose aziende aeronautiche italiane, la CMASA che proponeva l'MF.10, la CRDA CANT con lo Z.504, l'Aeronautica Macchi con il suo C.76, la Meridionali (IMAM) con il Ro.43 e la Società Rinaldo Piaggio con i suoi P.18 e P.20.

### Sviluppo
Il progetto dello Z.504 venne affidato a Filippo Zappata, che dall'estate del 1933 ricopriva l'incarico che era stato di Raffaele Conflenti. Il velivolo era caratterizzato da una velatura biplana, unico modello di Zappata ad utilizzarla, e da una configurazione a scafo centrale dal profilo aerodinamicamente molto curato. In virtù del suo unico progetto biplano, della somiglianza al CANT 25 progettato da Conflenti e della primaria attenzione dedicata dagli Uffici Tecnici delle Officine Aeronautiche nella realizzazione del CANT Z.501, si ritiene possibile che fosse una semplice evoluzione del CANT 25 più che un progetto completamente nuovo.
Il prototipo, equipaggiato con un radiale Piaggio P.IX R.C.40 da 610 CV (449 kW), copia su licenza del francese Gnome-Rhône 9K, venne portato in volo per la prima volta dal pilota collaudatore dell'azienda Mario Stoppani il 1º settembre 1934 quindi, constatato la validità del progetto, inviato a Vigna di Valle presso il Centro Sperimentale per gli idrovolanti e per l'armamento navale. Valutato dal personale militare della Regia Aeronautica, pur soddisfacendo tutte le specifiche richieste, venne ritenuto meno interessante della proposta della Meridionali, l'IMAM Ro.43, che si aggiudicherà il contratto di fornitura. Per questo motivo la CRDA decise di abbandonarne lo sviluppo.

## Impiego operativo
L'unico prototipo realizzato venne quindi assegnato, come già avvenuto per precedenti modelli, alla Scuola Idrovolanti di Portorose, sempre di proprietà dei fratelli Callisto ed Alberto Cosulich, dove venne presumibilmente utilizzato come aereo da addestramento e collegamento.

## Utilizzatori

### Civili
Italia
- Scuola Idrovolanti di Portorose

utilizzato come aereo da addestramento.

### Militari
Italia
- Regia Aeronautica

utilizzato solo per prove comparative.

## Modellismo
- (EN) B76 - Cant Z 504, in Choroszy Modelbud, http://www.modelbud.pl/modelbud/polskaiangielska/index_ang.htm. URL consultato il 6 ottobre 2013.